# Lambert Einspieler
Lambert Einspieler (10. září 1840 Feistritz im Rosental – 3. února 1906 Klagenfurt) byl rakouský římskokatolický kněz a politik slovinské národnosti, na konci 19. století poslanec Říšské rady.

## Biografie
Byl bratrancem politika a duchovního Andreje Einspielera. Lambert vystudoval gymnázium (1851–1859) a teologii v Klagenfurtu. V roce 1863 byl vysvěcen na kněze. Působil pak jako kaplan ve Villachu. Pod vlivem bratrance byl aktivní ve veřejném a politickém životě. V Klagenfurtu spoluzakládal slovinskou záložnu a slovinské družstvo v Kühnsdorfu. Působil jako člen chrámové kapituly v Gurku. Podporoval slovinské školství.
Ve volbách roku 1897 byl zvolen poslancem Říšské rady (celostátní zákonodárný sbor) za kurii venkovských obcí v Korutanech, obvod Klagenfurt, Völkermarkt atd. K roku 1897 se profesně uvádí jako Domscholaster. do Říšské rady byl zvolen většinou tří hlasů jako kompromisní kandidát Slovinců a korutanských německých katolíků a byl prvním etnickým Slovincem zvoleným do Říšské rady za Korutany.